# Nimbapanchax petersi
El pez-almirante de Peter es la especie Nimbapanchax petersi, un pez de agua dulce de la familia de los notobránquidos, distribuido por ríos del sudeste de Costa de Marfil y sudoeste de Ghana.

## Acuariología
Es una especie usada en acuariología con cierta importancia comercial, aunque es difícil de mantener en acuario.

## Morfología
De cuerpo alargado y vivos colores, con una longitud máxima del macho de unos 5 cm.

## Hábitat y biología
Viven en aguas dulces, de conducta bentopelágica y no migrador, prefiriendo aguas de 23 a 28 °C de temperatura.
Su hábitat son estanques poco profundos quebrados, partes superficial y baja de pantanos en suelo sedimentario en la selva costera. Las pocas localidades en que se ha encontrado están sometidas a fuerte contaminación y urbanización, por lo que su estado de conservación se considera vulnerable.